# Estadio Mitsuzawa
El NHK Spring Mitsuzawa Football Stadium  es un estadio multipropósito ubicado en la prefectura de Kanagawa, Yokohama, Japón. El estadio tiene capacidad para 15 454 personas y es donde el Yokohama FC y el YSCC Yokohama juegan de local.
En ocasiones, el otro equipo importante de la ciudad, el Yokohama F. Marinos juega en este recinto. Hasta 1999 había sido el estadio del predecesor espiritual del Yokohama FC, el Yokohama Flügels, y también, en ocasiones, fue utilizado por el NKK FC de  Kawasaki.
También se utiliza a veces para partidos de la Top League de rugby.
Durante la Juegos Olímpicos de 1964 en Tokio, fue la sede de algunos de los partidos preliminares del torneo de fútbol.

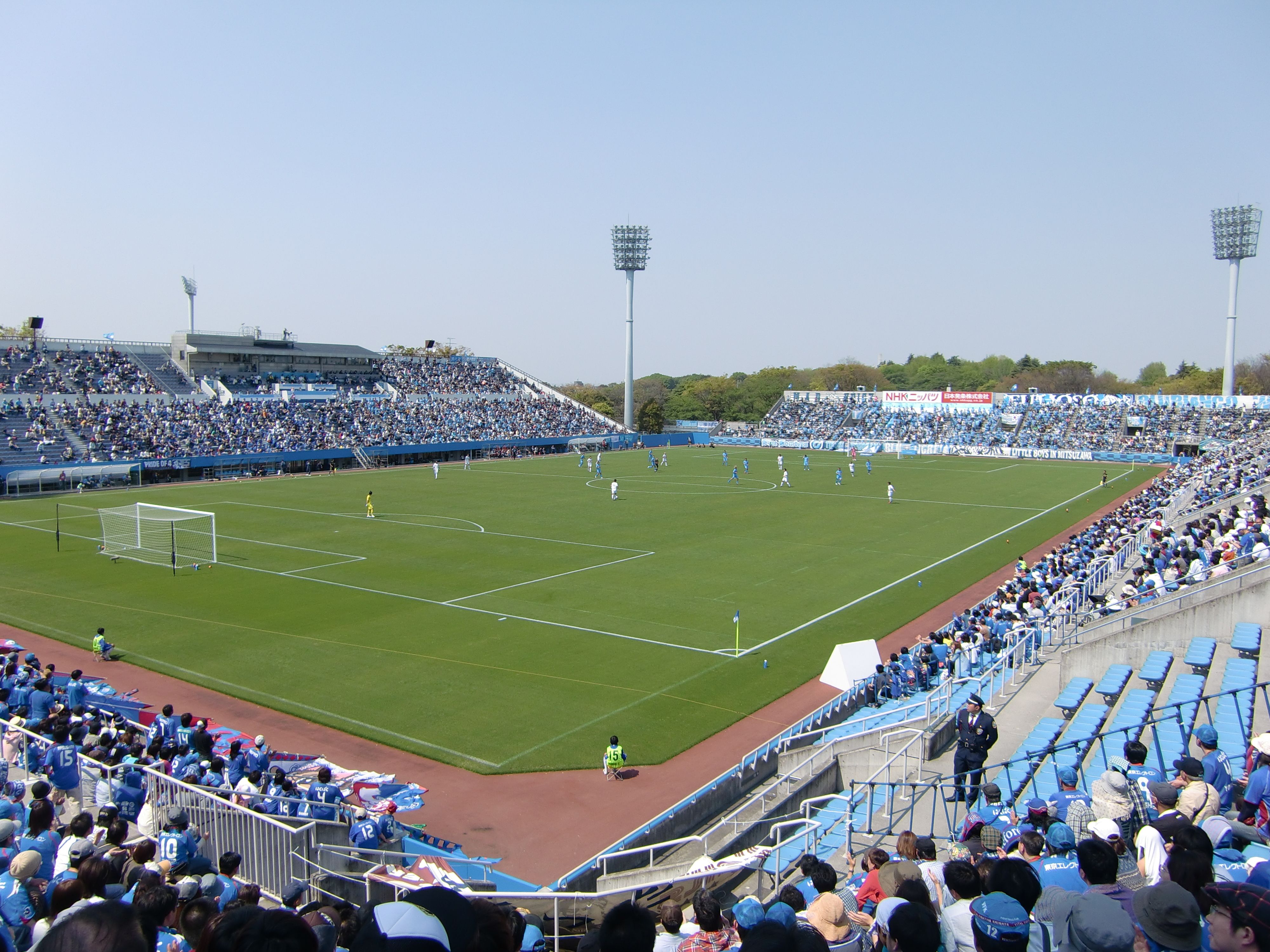
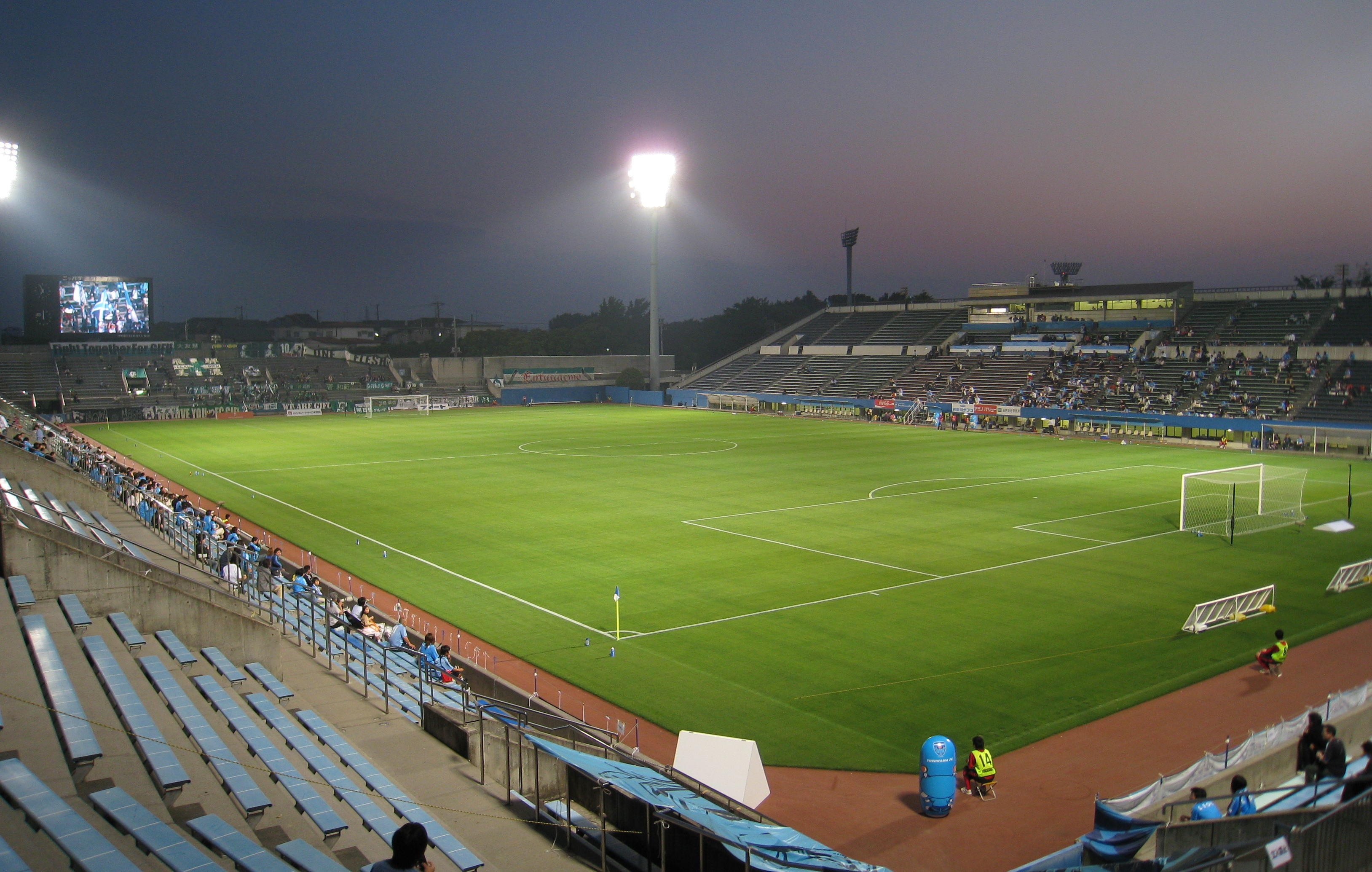
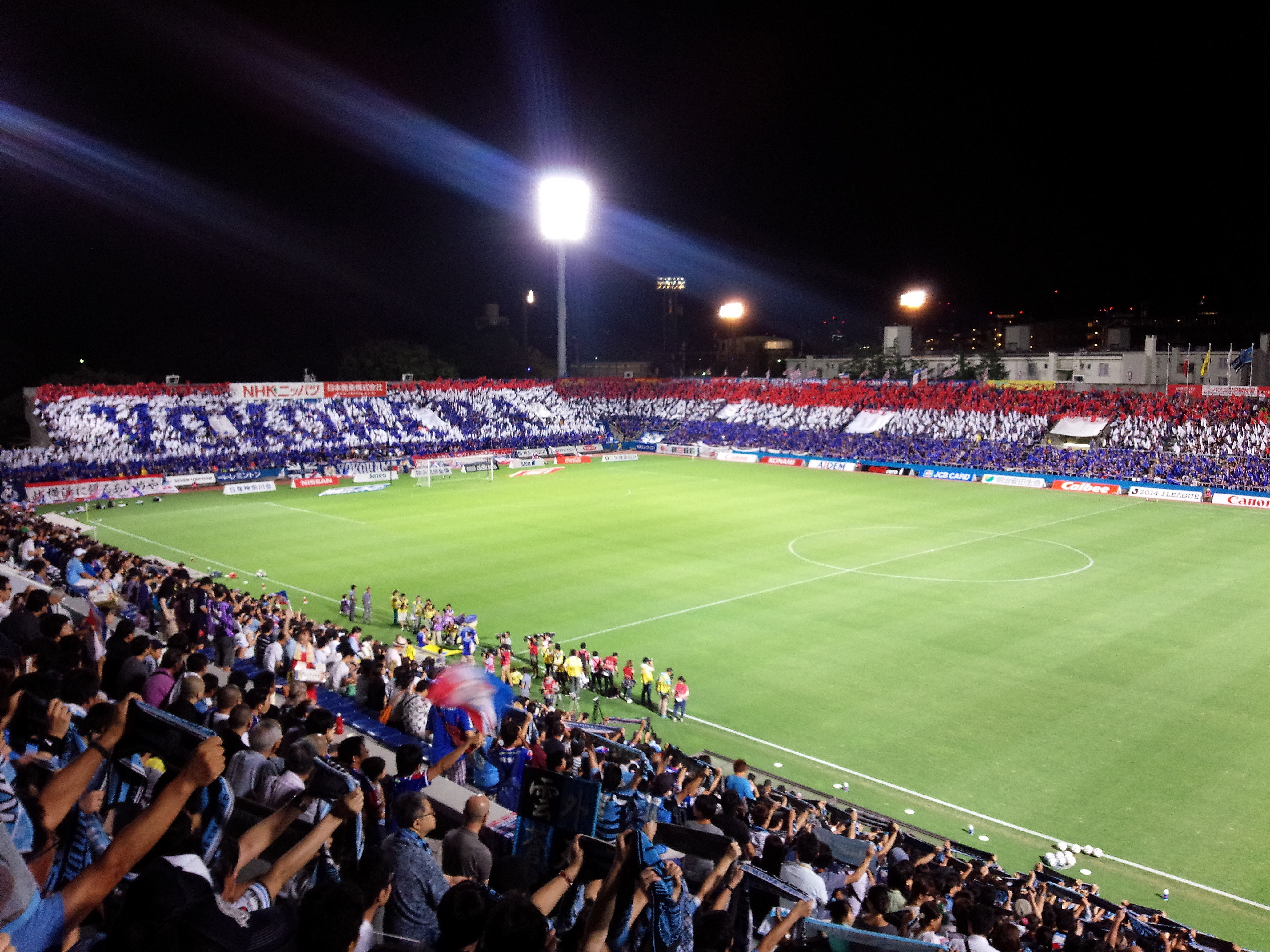